# Hamtramck
Hamtramck è una città della Contea di Wayne, nello Stato del Michigan. La città, la cui popolazione nel 2020 era di 28.433 abitanti, è completamente circondata dalla città di Detroit tranne una porzione che confina con Highland Park.

## Origini del nome
La città prende il nome da Jean François Hamtramck, un soldato franco-canadese che fu il primo comandante di Fort Shelby, la fortezza di Detroit.

## Società

### Religione
Dopo esser stata abitata principalmente da polaccoamericani nel corso del '900, nel XXI secolo ha iniziato ad attrarre immigrati da Yemen, Bangladesh e Bosnia ed Erzegovina, fino a diventare nel 2013 la prima città a maggioranza musulmana degli Stati Uniti.